# Powers of Ten
《Powers of Ten》(10의 거듭제곱)은 미국의 다큐멘터리 영화로, 찰스 에임스와 레이 에임스가 기획 감독한 두 편의 단편 영화이다. 두 작품 모두 10단위의 규모 순서대로 거듭제곱하여 우주의 상대적인 크기를 보여주는 내용으로, 처음에는 지구 밖으로 확대되어 전우주를 보여준 뒤 다시 축소하여 원자 하나와 쿼크가 보일 때까지 이른다.
- <A Rough Sketch for a Proposed Film Dealing with the Powers of Ten and the Relative Size of Things in the Universe>[1] : 프로토타입 격으로 1968년에 제작되었다.
- <Powers of Ten: A Film Dealing with the Relative Size of Things in the Universe and the Effect of Adding Another Zero>[2] : 1977년에 제작되었다.

<Powers of Ten>은 네덜란드의 교육가 케이스 부커의 서적 《코즈믹 뷰》 (1957년)를 각색한 것이다. 부커의 원 형식을 따라가되, 부커가 그린 흑백 삽화를 컬러삽화와 사진으로 대체하였다.
1977년 영화는 1968년의 프로토타입 영화를 뜯어고쳐 다시 만든 것으로, 영화 전체를 컬러로 바꾸었다. 또 마이애미에서 시카고로 위치를 바꾸고 상대적차원 시계를 없앴으며, 양 극단에 10의 거듭제곱 단위를 두개씩 새로 더했다. 내레이터도 주디트 브로노스키에서 필립 모리슨으로 바뀌었으며 삽화 역시 보다 정교하게 바뀌었다.
1998년, <Powers of Ten> (1977년판)은 "문화적, 역사적, 미적으로 중대한" 작품으로 취급되어 미국 국회도서관 국립영화등록소 (National Film Registry)에 등재되었다.

## 내용

### 1968년판 ('스케치')
첫번째판은 구석에 두 개의 시계가 있는데 각각 지금 시청자가 바라보는 단위의 시간과 지구상의 시간을 비교해 두는 것이다. 단위가 증가할수록 지구쪽 시계가 움직이는 속도도 빨라지게 된다.
1968년판 영화는 1976년 스미소니언 협회의 국립항공우주박물관에서 '우주생명관'을 개관하였을 당시 설치 상영되었으며, 1978년 생명관이 문을 닫으면서 상영도 중단되었다. 이외에도 1968년 캐나다 국립영화위원회가 제작한 영화 <Cosmic Zoom>은 애니메이션을 이용해 똑같은 주제를 다루고 있다. 다만 이쪽은 내레이션이 없고 원래 크기로 돌아갈 때 음악의 속도도 빨라지는 등의 효과를 사용했다.

### 1977년판 (최종판)
두번째판은 시카고 호숫가의 어느 공원에서 소풍을 즐기고 있는 남자와 여자를 공중에서 바라본 모습에서 시작된다. 돗자리를 깔고 음식과 책들을 차려놓은 그들 주변에는 1미터로 표시된 사각형이 둘러싸고 있다. 남자는 잠에 들고, 여자도 책을 하나 집어 읽기 시작한다. 그 순간 필립 모리슨의 해설과 함께 카메라는 천천히 시야를 넓혀 10m (101m)짜리 사각형에 이른다. 이후로는 다시 10초에 10단위씩 올라가는 속도로 시야를 넓혀 100m (102m)가 되고 그 단위는 다시 1km (103m)에 이르러 시카고 전역이 보인다. 이후로는 다시 시야 넓히기를 계속해나가며 1024m 단위까지 도달하는데 이때는 관측 가능한 우주에 도달한다.
이후 카메라는 다시 시야를 2초에 10단위씩 급속하게 줄여 소풍자리로 되돌아가고, 여기서부턴 다시 원래의 비율대로 시야를 줄여나간다. 10−1m (10센티미터) 단위에서는 남성의 손만 보이다가, 10−16m 단위에 도달하자 탄소 분자 속 원자 안의 쿼크들이 움직이는 모습까지 보이게 된다.

## 관련 서적
- Morrison, Philip; Morrison, Phylis Morrison (1994) [1982]. 《Powers of Ten: A Book About the Relative Size of Things in the Universe and the Effect of Adding another Zero》. Scientific American Library. ISBN 978-0-7167-6008-5.

## 관련 영화
- Cosmic Zoom (1968) - 캐나다에서 제작한 8분 분량의 단편영화[7]
- Cosmic Voyage (1996) - 미국 국립항공우주박물관 상영용으로 제작된 아이맥스 영화[8]
- 콘택트 - 영화 초반에 지구에서 우주 전체로 시야를 넓혀나가는 장면이 나오는데 〈Powers of Ten〉에서 영향을 받은 것이다.[9]
- Cosmic Eye (2012) - <Powers of Ten>의 리메이크판. 앱스토어 어플로도 나왔다. 비디오 - 유튜브
- 세라 바렐리스의 곡 "Gravity"의 뮤직비디오 -

## 같이 보기
- 우주에서의 지구의 위치